# Lidernenhütte
Die Lidernenhütte ist eine Berghütte der Sektion Mythen des Schweizer Alpen-Clubs (SAC). Sie liegt im Schweizer Kanton Uri und steht auf der Südseite des Riemenstaldner Tals östlich des Urnersees in den Schwyzer Alpen auf 1727 m ü. M. Höhe.

## Lage und Geschichte
Die Lidernenhütte ist erreichbar ab Riemenstalden/Chäppeliberg. Von dort führen verschiedene Wanderwege in 1¼ bis 2½ Stunden hinauf oder man nimmt die Luftseilbahn nach Spilau (Gitschen). Von der Bergstation geht es in 15 Minuten zur Hütte. Die Anreise per Bahn führt zunächst nach Sisikon, weiter mit dem Postauto nach Chäppeliberg. Mit dem Auto geht es via Brunnen oder Flüelen nach Sisikon und dann ins Riemenstaldner Tal.
Die Hütte wurde 1944 am jetzigen Standort durch die Sektion Mythen des SAC gebaut. Um- und Erweiterungsbauten fanden 1981 und 2008 statt. 2013 wurde die Hütte isoliert, frisch geschindelt und alle Fenster ersetzt. Sie besitzt 85 Schlafplätze in 6 verschiedenen Matratzenlagern mit Duvets.
Die Hütte eignet sich für Ausbildungskurse (Lawinen, Klettern usw.), Skitourenlager, Iglubauen, Kletterlager, Kinderbergsteigen, Familienbergsteigen, Projektwochen für Schulklassen, Schulreisen, Seminare und Hochzeits- oder Geburtstagsfeiern.

## Zustiege
- Von Chäppeliberg steil durch den Wald über Proholz (Schwierigkeitsgrad T2).
- Von Chäppliberg weniger steil über Goldplangg-Höchi-Schluchen-Alt Stafel in 2 Stunden 20 Minuten (T2)
- Von Muotathal/Post über Hellweid-Fruttli-Höchi in 4 Stunden (T2).
- Von Sisikon über Mänzigried-Zingel-Alplen in 4 Stunden (T2).

## Sommertouren

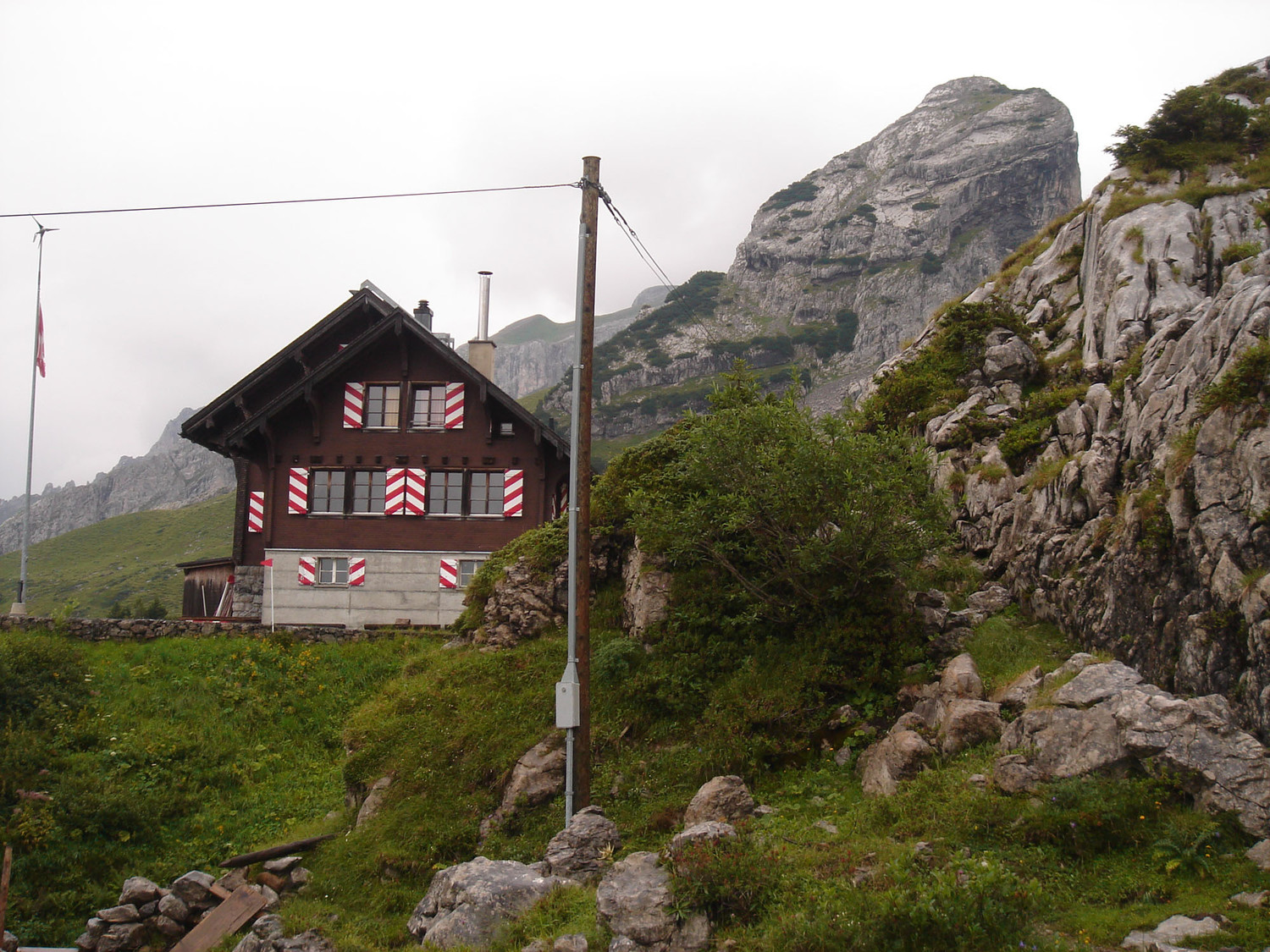
Lidernenhütte (2006)

### Übergänge Sommer
- Von Stoos über Tröligen – Wannentritt – Höchi in 4 Stunden (T2).
- Flüelen/Eggberge über Fleschsee – Schön Chulm in 4 Stunden (T3).
- Biel über Fruttstägen – Spilauer Grätli in 4 Stunden (T3, teilweise weglos).
- Ratzi über Ober Gisleralp – Chinzig Chulm – Rossstocklücke in 4 ½ Stunden (T3).
- Rundwanderung Rossstock: Unter dem Gipfelaufbau des Rossstocks quert der Weg zur Rossstocklücke und unter dem Fulen durch zum Liderner Plänggeli. Über die Lidernen-Alp geht der Weg an den Seelenen vorbei zurück zur Hütte, 3 ½ (T3).

### Gipfeltouren Sommer
- Rophaien 2078 m, 3 Stunden zum Gipfel (T4)
- Hagelstock 2181 m, 2 Stunden (T2)
- Hundstock 2213 m, 1 ½ Stunden (T4)
- Rossstock 2461 m, 2 Stunden (T3)
- Fulen 2495 m, 2 ½ (T4)
- Chaiserstock 2515 m, 2 ½ (T4)[3]

### Klettern
Ein Klettergarten befindet sich direkt vor der Hütte und weitere in der Umgebung. Übersicht der Klettertouren im Lidernengebiet (pdf):
- Schmalstöckli 2012 m: S-Wand, SW-Wand
- Chaiserstock 2515 m
- Hundstock 2213 m: Hundstock-Nordgrat (4. Schwierigkeitsgrad).
- Hundstockhöhle in 20 Minuten oberhalb der Bergstation (Klettergurte, Seil und Lampen in der Hütte mieten)

## Wintertouren

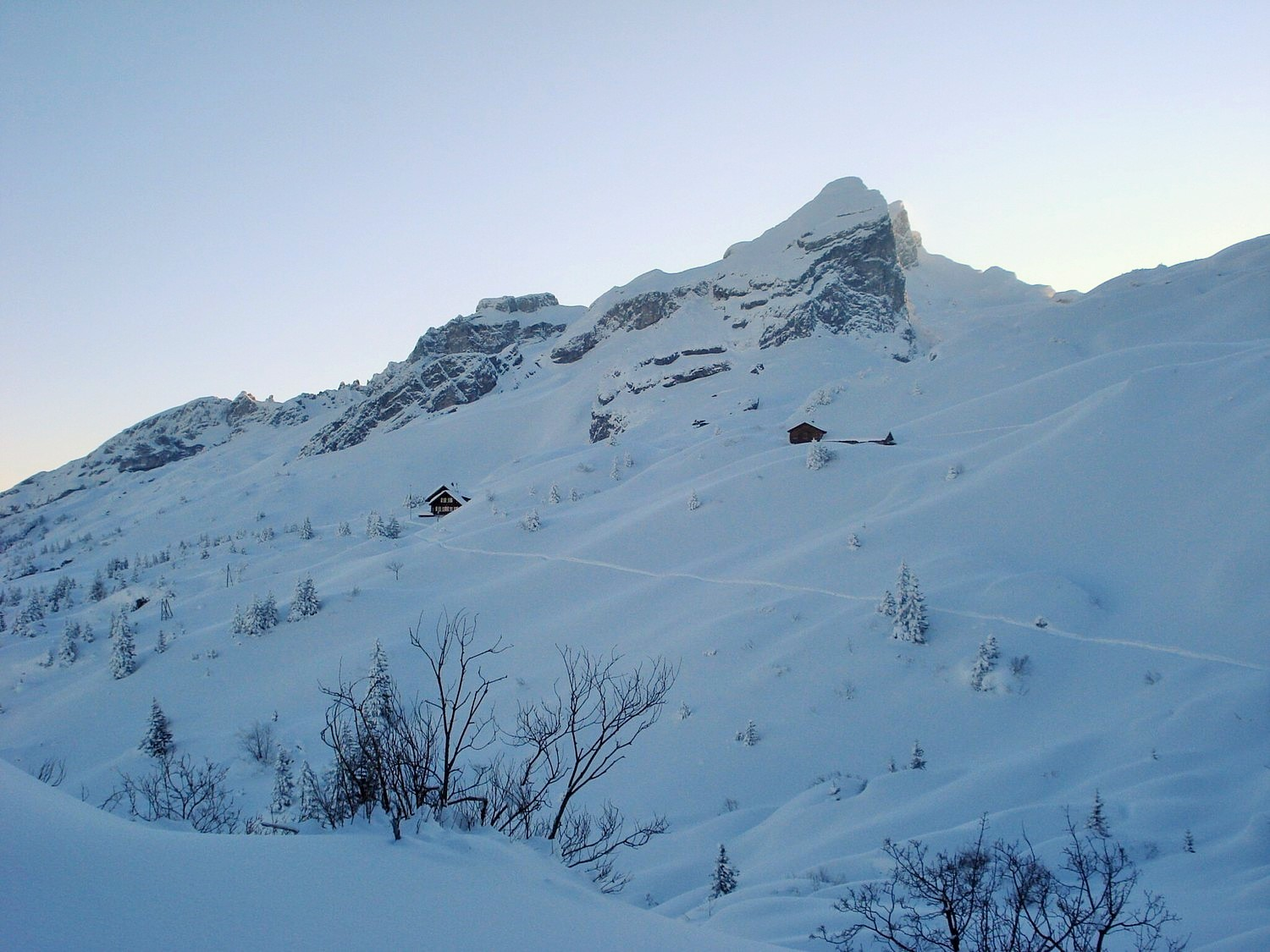
Lidernenhütte unter dem Schmalstöckli

### Zustiege und Übergänge Winter
Mit Skis sind die Zustiege von Chäppeliberg durch das Proholz (markiert) oder über Höchi (Orientierung schwierig). Im Winter sind die Übergänge nur bei guten Verhältnissen möglich.

### Gipfeltouren Winter
- Lidernengebiet West[5]
- Lidernengebiet Ost[6]
- Blüemalpeli[7]
- Hagelstock 2181 m, 2 Stunden zum Gipfel (WS)
- Spilauerstock 2269 m, 2 Stunden (ZS-)
- Hundstock 2213 m, 1 ½ Stunden (ZS)
- Rossstock 2461 m, 2 Stunden (WS+)
- Chaiserstock 2515 m, 3 Stunden (ZS+)
- Chronenstock 2451 m, 3 Stunden (ZS)
- Blüemberg 2405 m, 3 Stunden (ZS)